# بورووی
بورووی (به چکی: Borovy) یک منطقهٔ مسکونی در جمهوری چک است که در Plzeň-South District واقع شده‌است. بورووی ۴٫۲۳ کیلومتر مربع مساحت و ۲۲۸ نفر جمعیت دارد و ۳۶۳ متر بالاتر از سطح دریا واقع شده‌است.